# Wenn du denkst, du denkst, dann denkst du nur, du denkst (Lied)

Etikett der Single Wenn du denkst du denkst dann denkst du nur du denkst von Juliane Werding aus dem Jahr 1975

Wenn du denkst du denkst dann denkst du nur du denkst (im Original ohne Kommata) ist ein Lied der Sängerin Juliane Werding aus dem Jahr 1975. Es wurde vom deutschen Sänger, Texter und Komponisten Gunter Gabriel geschrieben und von Peter Meisel produziert. Das Lied ist ein deutscher Schlager im Countrystil, der zuerst als Single und später als Titelsong des gleichnamigen Albums erschien. Im Lied geht es um eine junge Frau, die sich im Skatspiel in einer Kneipe gegen eine Gruppe Männer behauptet.

## Text und Musik

### Text
Textlich behandelt das Lied eine junge Frau, die am Abend zur Entspannung in eine typische Kneipe geht, in der Männer an der Theke Bier trinken und an einem Tisch Skat spielen. Diese sehen in ihr eine leichte Beute, die sie beim Kartenspiel besiegen können. Sie wendet jedoch das Blatt und gewinnt das Spiel, zudem beeindruckt sie durch ihre Trinkfestigkeit und bestätigt in dem Refrain:

„Wenn du denkst, du denkst, dann denkst du nur, du denkst

Ein Mädchen kann das nicht

Schau mir in die Augen

Und dann schau in mein Gesicht

Wenn du denkst, du denkst, dann denkst du nur, du denkst

Du hast ein leichtes Spiel

Doch ich weiß, was ich will

Drum lach nur über mich

Denn am Ende lache ich über dich.“

In den Strophen besingt sie die Kneipensituation und die Protagonisten sehr bildhaft. Die Kneipe selbst ist der Ort, wo die Männer an Theken und an Tischen / Sich den Schaum von den Lippen wischen und sie hörte sie schon von draußen schreien. Auch das Skatspiel wird sehr bildhaft wiedergegeben, indem sie erst die Reizreihenfolge beim Spiel und dann ihren Sieg schildert:

„Und ich spielte und trank mit ihnen um die Wette

Die ganze Nacht

18, 20, 2, Null, 4, und ich passe

Contra, Re, und dann zur Kasse

Sie wurden ganz blass, denn ich gewann das Spiel

Das war zu viel“

Das Spiel geht bis in die Nacht, bis der Wirt längst schon die Stühle hochgestellt hatte und ebenso wie ein weiterer Gast an der Theke eingeschlafen war. Die Protagonistin selbst geht schließlich heim, verabredet sich zum Ende jedoch noch mit einem Kartenspieler (gesprochen von Gunter Gabriel selbst) auf eine „Revanche“ am nächsten Abend.

### Musik
Die Musik ist in einem für Gunter Gabriel typischen Countrymusikstil gehalten. Sie beginnt mit einer Percussion, in die dann eine Gitarrenbegleitung eingreift, die das Lied durchgehend begleitet.

## Veröffentlichung und Resonanz
Werding gehörte nach ihrem Nummer-eins-Hit Am Tag als Conny Kramer starb und ihrem ersten Fernsehauftritt in der ZDF-Hitparade im Jahr 1972 zu den Teenager-Idolen ihrer Zeit. Zum Zeitpunkt der Veröffentlichung war sie 15 Jahre alt und wurde von den Jugendlichen mit ihren deutschen Versionen bekannter englischsprachiger Songs wie Eve of Destruction (Ein morscher Baum trägt keine guten Früchte) oder Where Have All the Flowers Gone (Sag’ mir wo die Blumen sind) und ihrer Antikriegslieder verehrt, die auf ihrem ersten Album In tiefer Trauer erschienen und auch danach einen großen Teil ihres Erfolgs ausmachten.
1975 schrieb Gabriel das Stück für Werding, das bei der Hansa Musik Produktion als Single in Deutschland und Österreich erschien, auf der B-Seite wurde das Lied Wer nichts mehr zu verlieren hat aufgenommen:
1. Wenn du denkst du denkst dann denkst du nur du denkst – 3:18
2. Wer nichts mehr zu verlieren hat – 3:35

Nach ihrer Veröffentlichung stieg die Single in den deutschen Singlecharts bis auf Platz vier und hielt sich zehn Wochen in den Top 10 sowie 22 Wochen in der Hitparade. Werding erreichte hiermit zum zweiten Mal (nach Am Tag, als Conny Kramer starb) die Top 10 der deutschen Singlecharts. Die Single war für einen Zeitraum von zehn Wochen das erfolgreichste deutschsprachige Lied in den deutschen Singlecharts. In der Schweiz erreichte sie hiermit in neun Chartwochen mit Position drei ihre höchste Chartnotierung und avancierte nach Am Tag, als Conny Kramer starb zu Werdings zweitem Top-10-Erfolg; zugleich war es ihr letzter Charterfolg in den Schweizer Singlecharts. Im Verlauf des Jahres erschien das gleichnamige Album mit Wenn du denkst, du denkst, dann denkst du nur, du denkst als Titelsong. Sie gewann mit dem Lied zum zweiten Mal einen Bravo Otto sowie den Löwen von Radio Luxemburg. In der ZDF-Hitparade wurde das Lied am 20. September 1975 vorgestellt und dann für den Folgemonat auf Rang 3 sowie am 22. November 1975 auf Rang 1 präsentiert. Am 28. August 1976 wurde das Lied entsprechend nochmal in der Sondersendung „Spitzenreiter ’75/’76“ gespielt.
Wie bei vielen erfolgreichen Schlagern der 1970er-Jahre wurde auch dieses Lied als Tanzversion und Partyhit von verschiedenen Einzelkünstlern und Tanzorchestern gecovert. In diesem Fall stammen die ersten Coverversionen unter anderem von Klaus Wunderlich und von Heinz Schlachtner mit seinem Tanzorchester aus dem Jahr 1976, zudem erschien eine satirische Version von dem Hörfunkmoderator Hermann Hoffmann unter dem Titel Wenn du denkst du tränkst … im gleichen Jahr. In der Deutschen Demokratischen Republik erschien das Lied erst 1978 als B-Seite der Single Oh Mann Oh Mann, Wo hat der Mann nur seine Augen, die von Amiga veröffentlicht wurde.
Seit der Veröffentlichung wurde Wenn du denkst, du denkst, dann denkst du nur, du denkst auf zahlreichen Schlager-Kompilationsalben veröffentlicht. Modernere Coverversionen des Lieds stammen von den Lollies aus dem Jahr 2006, die das Stück als Partyversion veröffentlichten, sowie von den Schlagersängerinnen Beatrice Egli (2018), Saskia Leppin gemeinsam mit Gunter Gabriel (2018) und Anina Buchs (2019).

## Belege
1. ↑  
Juliane Werding – zum 63. Geburtstag (Seite nicht mehr abrufbar, festgestellt im Januar 2023. Suche in Webarchiven); abgerufen am 8. März 2020.
2. 1 2  
Juliane Werding – Wenn du denkst, du denkst, dann denkst du nur, du denkst. offiziellecharts.de, abgerufen am 8. März 2020.
3. 1 2  
Juliane Werding – Wenn du denkst, du denkst, dann denkst du nur, du denkst. hitparade.ch, abgerufen am 8. März 2020.
4. ↑  
Juliane Werding – Wenn du denkst, du denkst, dann denkst du nur, du denkst bei Discogs; abgerufen am 7. März 2020.
5. ↑  
Juliane Werding – Wenn du denkst, du denkst, dann denkst du nur, du denkst bei Discogs; abgerufen am 7. März 2020.
6. ↑  
Klaus Wunderlich – Wunderlich Pops 4 (Klaus Wunderlich and his New Pop Organ Sound) bei Discogs; abgerufen am 7. März 2020.
7. ↑  
Herrmann Hoffmann – Wenn du denkst du tränkst … bei Discogs; abgerufen am 7. März 2020.
8. ↑  
Juliane Werding – Oh Mann Oh Mann, Wo hat der Mann nur seine Augen bei Discogs; abgerufen am 7. März 2020.
9. ↑  Juliane Werding. cover.info, abgerufen am 8. März 2020.